# Burg Pattensen

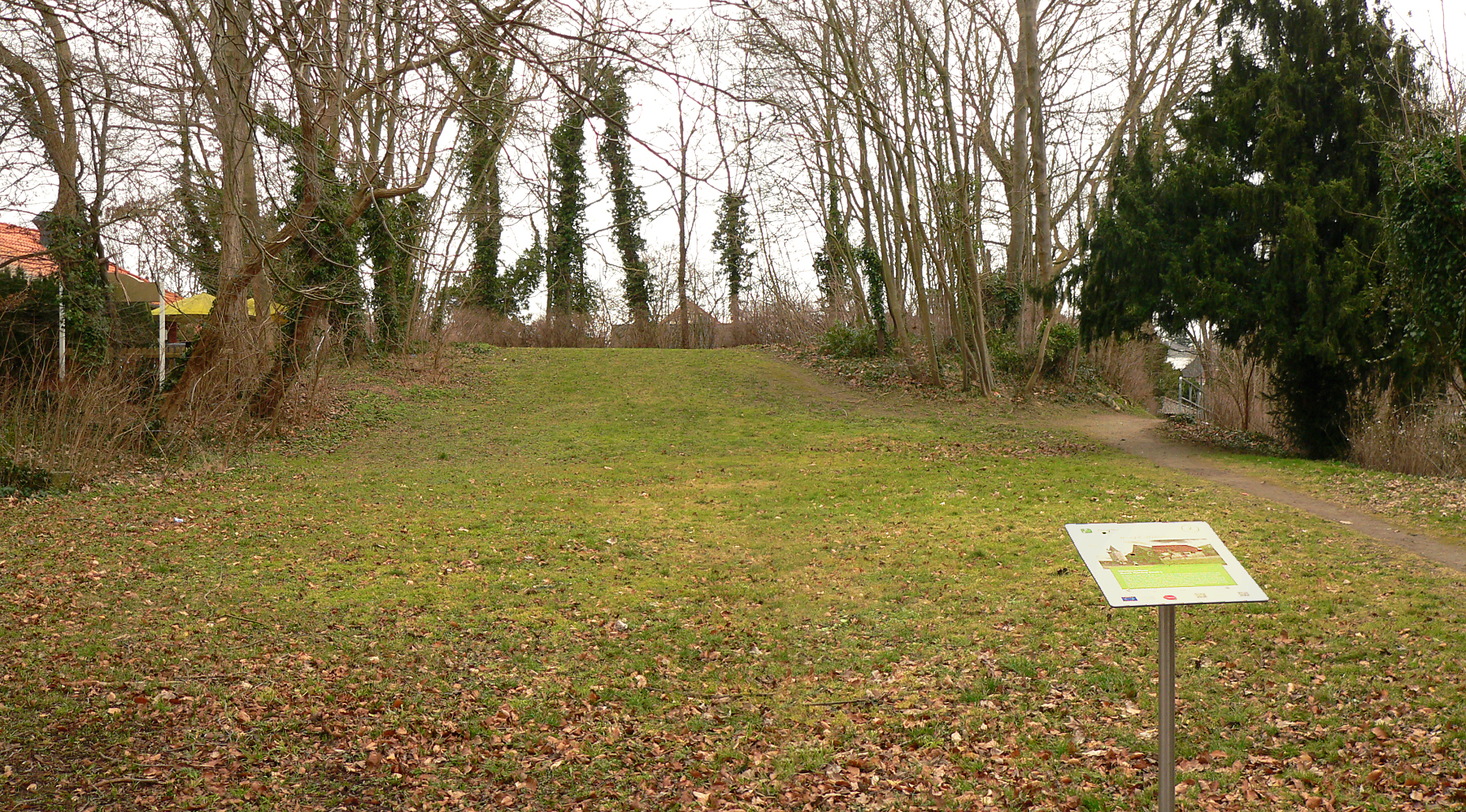
Früherer Standort der Burg auf dem Burghügel

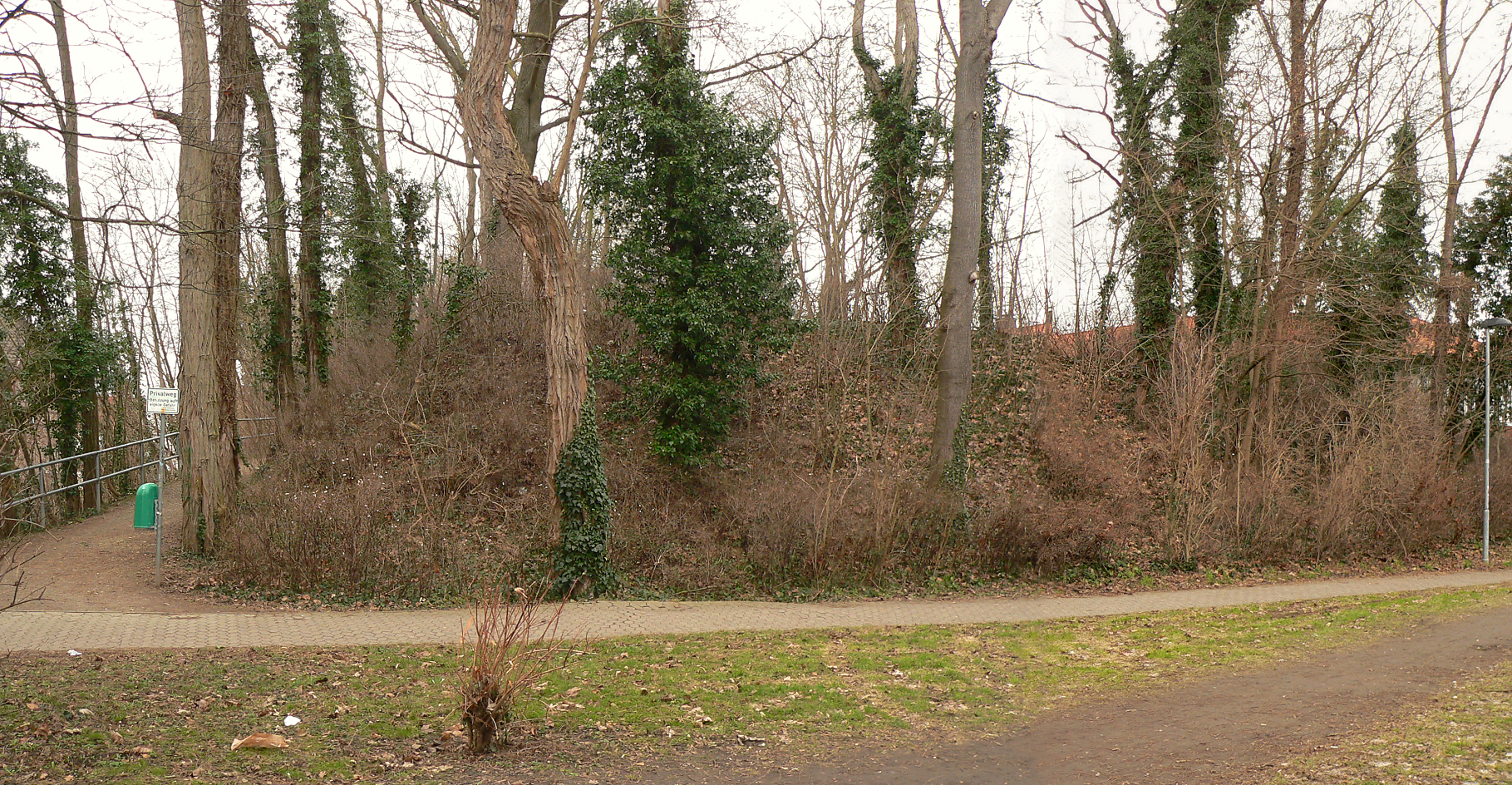
Burghügel von unten

Die Burg Pattensen ist eine abgegangene Burg in Pattensen in Niedersachsen.

## Beschreibung und Geschichte
Die Burg stand auf einem künstlich aufgeschütteten Burgplateau von etwa 140 × 140 Meter, das von einer quadratischen Wallanlage mit außen vorgelagertem Graben umgeben war.
Von der Wallbefestigung sind Teilstücke im Westen, Süden und Osten erhalten, wobei der Ostteil offensichtlich in den Stadtwall einbezogen war. Dort beträgt die Höhe noch ca. 3,50 m, hier ist auch noch der vorgelagerte Graben deutlich zu erkennen. In der Mitte des 19. Jahrhunderts soll er noch über 10 m hoch gewesen sein. Der Eingang erfolgte über eine Brücke im Norden. 
Es wird angenommen, dass die Burg ebenso wie die Stadt Pattensen eine Gründung der Grafen von Hallermund aus der 1. Hälfte des 13. Jahrhunderts ist. 1356 wird die Burg erstmals urkundlich erwähnt, als Herzog Wilhelm von Braunschweig-Lüneburg das „Slot“ und die Vogtei in Pattensen einem Ritterkonsortium verpfändete. Im 15. Jahrhundert war die Burg eine häufig aufgesuchte herzogliche Residenz. Als Pattensen in der Hildesheimer Stiftsfehde 1519 erobert wurde, ist die Burg zerstört worden. Danach ließ Herzog Erich I. von Braunschweig und Lüneburg die Burg als Schloss wieder aufbauen und machte sie zu seiner Residenz. Danach ist das Schloss öfter verpfändet worden. 1616 wird die Anlage als baufällig bezeichnet. Im Dreißigjährigen Krieg wurde die Befestigung geschleift.
1626 verfüllten kaiserlichen Truppen bei ihrem Auszug aus Pattensen die Befestigungsgräben mit dem Wall. Nach dem Krieg wurde die Burg in eine Domäne umgewandelt und 1652 das große Burggebäude abgetragen. Die Schlossgebäude wurden zwischen 1837 und 1859 abgetragen. Heute stehen auf dem Burgplateau das ehemalige Rathaus und mehrere landwirtschaftliche Gebäude. Das heute denkmalgeschützte Rathaus wurde 1849 als Verwalterhaus für die ehemalige Domäne errichtet und diente bis 1976 als Wohnhaus eines landwirtschaftlichen Betriebes. Anschließend erfolgte der Umbau in ein Verwaltungsgebäude, das als Rathaus der Stadt Pattensen genutzt wurde. 2018 wurde es zur weiteren Nutzung als Wohngebäude verkauft.
Im näheren Umfeld der Burg bestanden acht Burgmannshöfe, darunter der spätere Weidemannsche Hof. Sie dienten der Versorgung der Burgbewohner mit Nahrungsmitteln aus der Landwirtschaft, Gebrauchsgütern und Mannschaften (Burgmannen).